# Laboratoire du bâtiment et des travaux publics (Côte d'Ivoire)
Laboratoire du bâtiment et des travaux publics (LBTP) est une société anonyme créée en 1954 dans sa forme initiale et transformée en 1993 en société d'économie mixte et placée sous la tutelle du ministère des infrastructures économiques et du ministère de l'économie et des finances de Côte d'Ivoire. Le Laboratoire du bâtiment et des travaux publics est un organisme d'études, de contrôle et de recherche dans le domaine du génie civil, du bâtiment, de l'economie d'energie et du contrôle industriel.

## Historique et création
Le Laboratoire du bâtiment et des travaux publics créé en 1954 et transformé selon la loi n° 94-440 du 16 août 1994 déterminant la composition, l'organisation, les attributions et le fonctionnement. Le Laboratoire du Bâtiment et des Travaux publics (LBTP) , est certifié ISO 9001 et fort de plus de 60 ans d’expérience acquises depuis 1954 dans le secteur du Génie Civil, de l’Industrie et de l’énergie du bâtiment, a développé une expertise dans le domaine de la sécurité des infrastructures,. 

## Mission
Lors des 60 ans d'expérience acquises, le LBTP assiste les maîtres d’ouvrages, les maîtres d’œuvres et les entreprises dans la construction et la maintenance de leurs infrastructures. Les missions principales du LBTP sont : mener les études géotechniques (sols et fondations), avant la construction des bâtiments et ouvrages d’art; contribuer à la modernisation des infrastructures de transport; assurer le contrôle SECUREL (sécurité des installations électriques), avant la première mise sous tension de vos installations;  effectuer des études de sols pour déterminer le type de fondations appropriés,,.
Le LBTP a toujours accompagné l’Etat et le secteur privé ivoirien dans l’exécution de leurs projets. Tels que la construction de l’Hôtel Ivoire, les ponts général De Gaulle et Henri Konan Bédié, la basilique et les grandes écoles de Yamoussoukro, le marché de gros de Bouaké, etc. Le laboratoire intervient dans plusieurs pays africains, dont la Guinée-Bissau, la Guinée équatoriale, le Sénégal, le Tchad, le Cameroun. 

## Partenaires
INPHB, BNETD, CIE, FER, AGEROUTE